# Российско-китайский центр торгово-экономического сотрудничества
Росси́йско-кита́йский це́нтр торго́во-экономи́ческого сотру́дничества — организация, созданная в 1998 году в форме открытого акционерного общества, оказывает консультационные и юридические услуги китайским и российским компаниям и государственным структурам по совершенствованию форм, методов и условий взаимодействия, организует тематические мероприятия, направленные на развитие экономических взаимоотношений двух стран.
Основные акционеры: Российский союз промышленников и предпринимателей, ассоциация «Новый век», «Атомстройэкспорт», «ВАО Агрохимэкспорт», Национальная резервная корпорация. Председатель совета директоров — Александр Шохин, председатель правления — Сергей Санакоев.

## История
Организация создана в 1998 году в целях координации усилий российских участников внешнеэкономической деятельности на китайском рынке по инициативе президента Российского союза промышленников и предпринимателей, председателя российской части Российско-китайского комитета дружбы, мира и развития Аркадия Вольского. С 2000 года центр входит в состав российско-китайской комиссии по подготовке регулярных встреч глав правительств, а также двусторонней подкомиссии по торгово-экономическому сотрудничеству.
В 2002 году в Шэньяне по поручению Российского союза промышленников и предпринимателей Центр провёл выставку «Технология из России», в дальнейшем при организационном участии центра был проведён ряд аналогичных выставок.
В ноябре 2006 года организация выступила официальным спонсором российской национальной выставки в Пекине, организованной в рамках года России в Китае, в апреле 2007 года — принял участие в подготовке ряда мероприятий, приуроченных к Китайской национальной выставке в Москве, а также организовал презентации крупнейших городов и провинций Китая.

## Деятельность
Является постоянным оператором ежегодного российско-китайского экономического форума с участием глав правительств двух стран.
Среди проектов центра — Российско-китайская палата по содействию торговле машинно-технической и инновационной продукцией, российско-китайский финансовый центр («РКЦ Финанс», создан совместно с компанией Nibur Trade Financing в 2010 году), телеканал «Китай» (ретранслируется кабельными операторами в 26 регионах России, а также в Казахстане), деловой центр «Парк Хуамин» (в качестве координатора с российской стороны).